# Biton magnifrons
Biton magnifrons är en spindeldjursart som först beskrevs av J. Birula 1905.  Biton magnifrons ingår i släktet Biton och familjen Daesiidae. Inga underarter finns listade.